# 欧特里沃 (大西洋比利牛斯省)
欧特里沃（法語：Auterrive，法語發音：[otʁiv]）是法国大西洋比利牛斯省的一个市镇，属于波城区。

## 地理
欧特里沃（43°27'59"N, 0°59'56"W）面积3.08 平方千米，位于法国新阿基坦大区大西洋比利牛斯省，该省份为法国东南部省份，涵盖了贝阿恩与北巴斯克，西临大西洋比斯開灣，北至朗德省，东北接热尔省，东临上比利牛斯省，南与西班牙接壤。
与欧特里沃接壤的市镇（或旧市镇、城区）包括：卡雷斯-卡萨贝、卡斯塔涅德、埃斯科斯、拉巴斯蒂德自由城、圣多斯。
欧特里沃的时区为UTC+01:00、UTC+02:00（夏令时）。

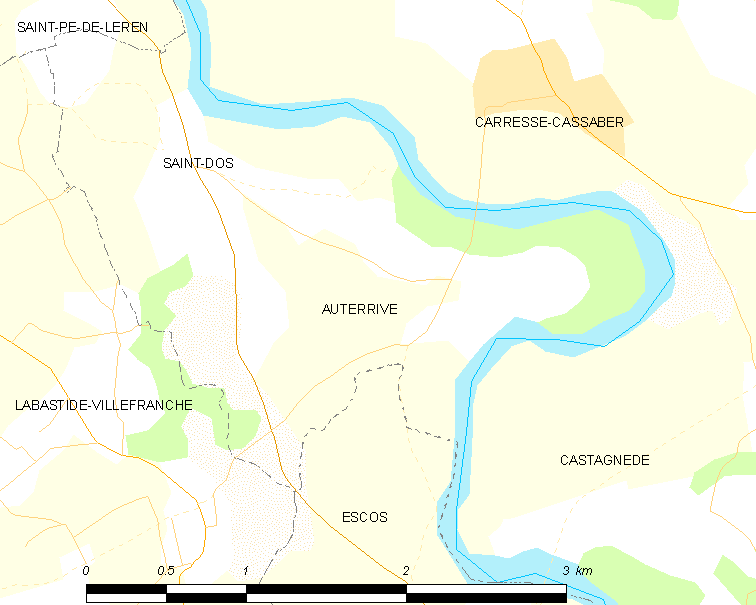
欧特里沃的OSM定位图

## 行政
欧特里沃的邮政编码为64270，INSEE市镇编码为64082。

## 政治
欧特里沃所属的省级选区为奥尔泰兹-激流与盐之地县。

## 人口

1962-2008年间欧特里沃人口变化图示

欧特里沃于2022年1月1日时的人口数量为143人。